# محله هوایی کیبل هد
محله هوایی کیبل هد (به انگلیسی: Cable Head Airpark) یک فرودگاه خصوصی است که یک باند فرود چمن دارد و طول باند آن ۱۰۶۷ متر است. این فرودگاه در کشور کانادا قرار دارد و در ارتفاع ۲۹ متری از سطح دریا واقع شده‌است.